# رودولف ستينر
رودولف ستينر (بالرومانية: Rudolf Steiner)‏ (1907 – تاريخ الوفاة غير معلوم) لاعب كرة قدم روماني راحل كان يجيد اللعب في خط الوسط .
يطلق عليه ستينر الثاني للتفريق بينه وبين أخيه أدالبيرت ستينر الذي يطلق عليه ستينر الأول . لعب طوال مسيرته الرياضية في نادي تشينيزول تيميشوارا . شارك مع منتخب رومانيا في بطولة كأس العالم 1930 في الأوروغواي .

## وصلات خارجية
- رودولف ستينر على موقع قاعدة بيانات كرة القدم.إي يو (الإنجليزية)
- رودولف ستينر على موقع ناشيونال فوتبول تيمز (الإنجليزية)
- رودولف ستينر على موقع عالم كرة القدم.نت (الإنجليزية)
- السيرة الذاتية